# Gerrit Bakker
Gerrit Bakker (Nunspeet, 9 mei 1949 – aldaar, 10 februari 2025) was een Nederlandse kunstschilder en tekenaar.

## Leven en werk
Bakker werd geboren aan de Kienschulpenweg in Nunspeet als zoon van Tijs Bakker en Gerritje van Zalk en groeide op in een klein boerderijtje in die plaats. Hij bleef zijn leven lang in Nunspeet wonen, onder andere aan de Zoomweg 49 en Onder de Bos 41. Rond de eeuwwisseling verhuisde hij naar een bovenwoning aan de Feithenhofweg in Nunspeet, waar hij een schildersatelier naar eigen ontwerp liet bouwen in de achtertuin. 
Bakker schilderde als huisschilder in het schildersbedrijf van zijn vader en vanuit de behoefte om te leren reclameschilderen, meldde hij zich bij de Vrije Academie voor Beelden Kunsten in Nunspeet. Daar werd echter geen lesgegeven in reclameschilderen en zo begon Bakker op zijn 19e met tekenen en kunstschilderen. Hij kreeg onder andere les van kunstschilders als Cor Vrendenberg, Jaap Hiddink, Chris ten Bruggen Kate, Guus Sundermeijer-Rincker en Teun van Veen en kwam zo ook in contact met kunstschilders als Cees Graswinckel en Jos Lussenburg.  Hij studeerde zes jaar aan de Vrije Academie in de studiejaren 1968 t/m 1973. Hij vertelt hierover in het Veluws Dagblad van 2 september 2004 dat hij eigenlijk wel op school wilde blijven, maar hij was klaar en moest weg. Hij haalde een gouden speld, maar die raakte hij kwijt, "Ik ben nogal slordig, moet je weten."
Bakker schilderde graag impressionistische landschappen, stillevens en portretten, onder andere 'en plein air' in de omgeving rond Nunspeet. Hij schilderde graag bosgezichten en is regionaal bekend om zijn schilderijen met zogenaamde 'locomotiefhuisjes'. Favoriete schilders van Bakker waren Cor Vrendenberg en Jos Lussenburg. Ook haalde hij inspiratie uit het werk van Ben Vieger. Hij deed jarenlang mee aan de jaarlijkse 'Kunstroute' op Noordwest-Veluwe en stelde dan zijn atelier open in de achtertuin van zijn woning aan de Feithenhofweg. Hij was lid van kunstenaarskring Palet in Zwolle. Hij was nauw betrokken bij de Vrije Academie in Nunspeet en was jarenlang bestuurslid. 
Bakker overleed thuis in Nunspeet op 75-jarige leeftijd. 

## Exposities
Naast de jaarlijkse deelname aan de Kunstroute Noordwest-Veluwe, werd het werk van Bakker op verschillende tentoonstellingen geëxposeerd, soms gezamenlijk met het werk van leden van de Vrije Academie Nunspeet of kunstenaarskring Palet en met de Oosterbeekse kunstschilder Eef van Brakel.
- RKD-Nederlands Instituut voor Kunstgeschiedenis: 123158